# Lilium pumilum
Lilium pumilum ist eine Art aus der Gattung der Lilien (Lilium) in der asiatischen Sektion innerhalb der Familie der Liliengewächse (Liliaceae).

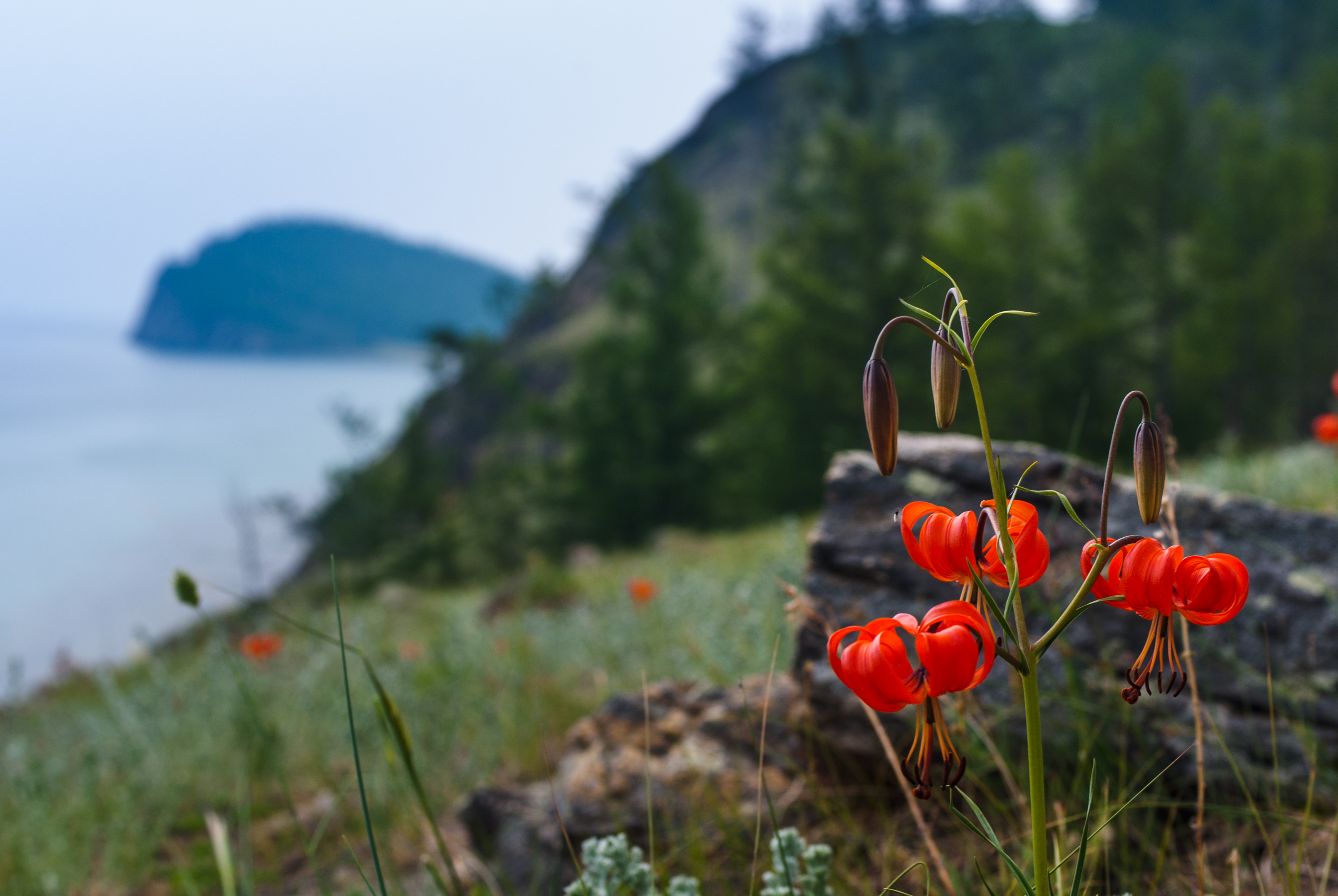
Lilium pumilum am Baikalsee

## Beschreibung
Lilium pumilum erreicht eine Wuchshöhe von 15 bis 60 cm. Die Zwiebeln sind rundlich bis konisch und erreichen einen Durchmesser von 2 bis 3 cm, sie sind mit weißen Schuppen überzogen. Der Stängel ist papillös, manchmal purpurn überlaufen, mit linearen Laubblättern von 3,5 bis zu 9 cm Länge und von 1,5 bis zu 3 cm Breite. Die Blätter verteilen sich über den gesamten Stängel, häufen sich aber in der Mitte der Pflanze. Der Mittelnerv ist an der Blattunterseite hervorgehoben, der Blattrand ebenfalls papillös.
Lilium pumilum blüht von Juni bis August mit einer einzelnen frisch orangenähnlich duftenden Blüte oder auch mehreren (in Kultur bis zu 20) einer Rispe nickenden Blüten mit glänzender Textur. Die zwittrigen Blüten sind dreizählig. Die sechs gleichgestalteten Blütenhüllblätter (Tepalen) sind stark zurückgebogen (türkenbundform) und 4 bis 8 cm lang. Die Grundfarbe der Blüten ist hellrot mit keinen oder nur wenigen Punkten an der Blütenbasis. Jede Blüte enthält drei Fruchtblätter und sechs Staubblätter. Die Antheren sind gelb, die Pollen zinnoberrot und die 12 bis 25 mm langen Filamente sind rötlich weiß. Die Nektarien sind beidseitig papillös. Die Samen reifen in bis 1,8 cm langen länglichen Samenkapseln von September bis Oktober und keimen sofortig-epigäisch.
Die Chromosomenzahl beträgt 2n = 24.

## Verbreitung
Lilium pumilum wird an Waldrändern oder Hangwiesen in Höhenlagen zwischen 400 und 2600 m NN gefunden.
Sie ist in den chinesischen Provinzen Gansu, Hebei, Heilongjiang, Henan, Jilin, Liaoning, dem autonomen Gebiet Innere Mongolei, Ningxia, Qinghai, Shaanxi, Shandong und Shanxi heimisch, findet sich aber auch in Korea, der Mongolei und in Zentral- und Ostsibirien.

## Taxonomie
Lilium pumilum wurde 1812 von Pierre Joseph Redouté in Les Liliacées ... a Paris Band 7, Tafel 378 erstveröffentlicht. Synonyme sind Lilium linifolium Hornem., Lilium potaninii Vrishcz und Lilium chrysanthum Nakai & F.Maek.